# Discografia de Melissa Etheridge
Esta é uma lista detalhada dos lançamentos oficiais americanos de rock cantora Melissa Etheridge . Ela lançou dez álbuns de estúdio, trinta e três singles e vinte e nove videoclipes pela Island Records.

## Álbuns

### Álbuns de estúdio
| Ano  | Nome                                                                                                  | Paradas | Paradas | Paradas | Paradas | Paradas | Paradas | Paradas | Paradas | Paradas | Certificações                  |
| Ano  | Nome                                                                                                  | U.S.    | GER     | NL      | BE (F)  | SWI     | AT      | AUS     | NZ      | SE      | Certificações                  |
| ---- | --- | ------- | ------- | ------- | ------- | ------- | ------- | ------- | ------- | ------- | ------------------------------ |
| 1988 | Melissa Etheridge - Lançado: 2 de Maio de 1988 - Gravadora: Island - Formatos: LP, CD, Cassette       | 22      | 36      | 9       | —       | —       | 16      | 3       | —       | 48      | - RIAA: 2× Platina - ALE: Ouro |
| 1989 | Brave and Crazy - Lançado: 11 de Setembro de 1989 - Gravadora: Island - Formatos: LP, CD, Cassette    | 22      | 7       | —       | —       | 7       | 14      | 9       | —       | 40      | - RIAA Platina                 |
| 1992 | Never Enough - Lançado: 9 de Março de 1992 - Gravadora: Island - Formatos: LP, CD, Cassette           | 21      | 12      | 38      | —       | 12      | 7       | 8       | —       | —       | - RIAA Platina                 |
| 1993 | Yes I Am - Lançado: 1 de Setembro de 1993 - Gravadora: Island - Formatos: LP, CD, Cassette            | 15      | 31      | 2       | —       | 17      | 22      | 39      | 20      | —       | - RIAA: 6× Platina             |
| 1995 | Your Little Secret - Lançado: 14 de Novembro de 1995 - Gravadora: Island - Formatos: LP, CD, Cassette | 6       | 26      | 10      | 33      | 23      | 30      | 17      | 22      | —       | - RIAA: 2× Platina             |
| 1999 | Breakdown - Lançado: 5 de Outubro de 1999 - Gravadora: Island - Formatos: CD, LP                      | 12      | 14      | 20      | —       | 38      | 45      | 15      | —       | —       | - RIAA: Ouro                   |
| 2001 | Skin - Lançado: 10 de Julho de 2001 - Gravadora: Island - Formatos: CD, Cassette                      | 9       | 10      | 30      | —       | 65      | 35      | 30      | —       | —       |                                |
| 2004 | Lucky - Lançado: 10 de Fevereiro de 2004 - Gravadora: Island - Formatos: CD, digital download         | 15      | 18      | 29      | —       | 51      | 40      | —       | —       | —       |                                |
| 2007 | The Awakening - Lançado: 25 de Setembro de 2007 - Gravadora: Island - Formatos: CD, digital download  | 13      | 18      | 28      | —       | 87      | 57      | —       | —       | —       |                                |
| 2008 | A New Thought For Christmas - Lançado: 30 de Setembro de 2008 - Gravadora: Island - Formatos: CD      | 113     | —       | —       | —       | —       | —       | —       | —       | —       |                                |
| 2010 | Fearless Love - Lançado: 27 de Abril de 2010 - Gravadora: Island - Formatos: CD                       | 7       | 10      | 28      | —       | 51      | 26      | —       | —       | —       |                                |

### Compilações
| Ano  | Nome | Paradas | Paradas | Paradas | Paradas | Certificações |
| Ano  | Nome | U.S.    | GER     | NL      | AUS     | Certificações |
| ---- | --- | ------- | ------- | ------- | ------- | ------------- |
| 2005 | Greatest Hits: The Road Less Traveled - Lançado: 18 de Outubro de 2005 - Gravadora: Island - Formatos: CD, digital download | 14      | 61      | 73      | 94      | - RIAA: Ouro  |

### Álbuns ao vivo
| Ano  | Nome                                                                                     |
| ---- | ---------------------------------------------------------------------------------------- |
| 2002 | Live and Alone - Lançado: 2002 - Formatos: DVD 2 DVDs (One Disc Version available)       |
| 2004 | Lucky Live - Lançado: Outubro de 2004 - Gravadora: Island - Formatos: CD (+ DVD)         |
| 2008 | Awakening live - Lançado: 29 de Março de 2008 - Gravadora: Island - Formatos: CD (+ DVD) |

## Extended Plays
- Melissa Etheridge Live (1988)
- 5 Live Cuts (1988)
- Live (1990)

## Singles
| Ano  | Single                                            | Chart positions | Chart positions | Chart positions | Chart positions | Chart positions | Chart positions | Chart positions | Chart positions | Álbum                                                    |
| Ano  | Single                                            | US Hot 100      | US Rock         | US AC           | US Adult        | GER             | NL              | AUS             | CAN             | Álbum                                                    |
| ---- | ------------------------------------------------- | --------------- | --------------- | --------------- | --------------- | --------------- | --------------- | --------------- | --------------- | -------------------------------------------------------- |
| 1988 | "Similar Features"                                | 94              | 6               | —               | —               | —               | —               | 34              | 93              | Melissa Etheridge                                        |
| 1988 | "Bring Me Some Water"                             | —               | 10              | —               | —               | —               | —               | 9               | 34              | Melissa Etheridge                                        |
| 1988 | "Like the Way I Do"                               | 42              | 28              | —               | —               | —               | —               | 16              | —               | Melissa Etheridge                                        |
| 1989 | "Don't You Need"                                  | —               | —               | —               | —               | —               | —               | —               | —               | Melissa Etheridge                                        |
| 1989 | "Chrome Plated Heart"                             | —               | 22              | —               | —               | —               | —               | —               | —               | Melissa Etheridge                                        |
| 1989 | "No Souvenirs"                                    | 95              | 9               | —               | —               | —               | —               | 30              | 4               | Brave and Crazy                                          |
| 1989 | "Let Me Go"                                       | —               | 13              | —               | —               | —               | —               | —               | 27              | Brave and Crazy                                          |
| 1990 | "The Angels"                                      | —               | 34              | —               | —               | —               | —               | —               | —               | Brave and Crazy                                          |
| 1992 | "2001"                                            | —               | —               | —               | —               | —               | —               | —               | 21              | Never Enough                                             |
| 1992 | "Ain't It Heavy"                                  | —               | 10              | —               | —               | —               | —               | 44              | 9               | Never Enough                                             |
| 1992 | "Dance without Sleeping"                          | —               | —               | 24              | —               | —               | —               | —               | 46              | Never Enough                                             |
| 1992 | "You Can Sleep while I Drive"                     | —               | —               | —               | —               | —               | —               | —               | —               | Brave and Crazy                                          |
| 1993 | "Like the Way I Do (live)]]"                      | —               | —               | —               | —               | —               | 2               | —               | —               | Melissa Etheridge Live (EP)                              |
| 1993 | "I'm the Only One"                                | 8               | 10              | 1               | 9               | —               | 26              | —               | 12              | Yes I Am                                                 |
| 1993 | "Must Be Crazy for Me"                            | —               | —               | —               | —               | —               | 30              | —               | —               | Never Enough                                             |
| 1994 | "Come to My Window"                               | 25              | 22              | 4               | 27              | —               | —               | —               | 13              | Yes I Am                                                 |
| 1994 | "All American Girl"                               | —               | 24              | —               | —               | —               | —               | —               | 24              | Yes I Am                                                 |
| 1994 | "I Will Never Be the Same"                        | —               | —               | —               | —               | —               | —               | —               | —               | Yes I Am                                                 |
| 1994 | "Happy Xmas (War Is Over)"/ "Give Peace a Chance" | —               | —               | —               | —               | —               | —               | —               | —               | —                                                        |
| 1995 | "If I Wanted to"                                  | 16              | —               | 17              | —               | —               | —               | 47              | 19              | Yes I Am                                                 |
| 1995 | "Your Little Secret"                              | —               | 4               | —               | 40              | 99              | 25              | 40              | 6               | Your Little Secret                                       |
| 1996 | "I Want to Come Over"                             | 22              | 22              | 17              | —               | 83              | —               | 29              | 1               | Your Little Secret                                       |
| 1996 | "Nowhere to Go"                                   | 40              | —               | 24              | 9               | —               | —               | —               | 4               | Your Little Secret                                       |
| 1999 | "Angels Would Fall"                               | 51              | —               | —               | 9               | 88              | 61              | —               | 6               | Breakdown]                                               |
| 2000 | "Enough of Me"                                    | —               | —               | —               | 19              | —               | —               | —               | —               | Breakdown]                                               |
| 2001 | "I Want to Be in Love"                            | —               | —               | —               | 20              | —               | 80              | —               | —               | Skin                                                     |
| 2004 | "Breathe"                                         | 106             | —               | 22              | 9               | —               | 96              | —               | —               | Lucky                                                    |
| 2004 | "This Moment"                                     | —               | —               | —               | 34              | —               | —               | —               | —               | Lucky                                                    |
| 2005 | "Cry Baby"/ "Piece of My Heart" (com Joss Stone)  | 32              | —               | —               | —               | —               | —               | —               | —               | digital download only                                    |
| 2005 | "Refugee"                                         | —               | —               | —               | —               | —               | —               | —               | —               | Greatest Hits: The Road Less Traveled                    |
| 2005 | "I Run for Life"                                  | 109             | —               | 10              | —               | —               | —               | —               | —               | Greatest Hits: The Road Less Traveled                    |
| 2006 | "I Need to Wake Up"                               | —               | —               | —               | —               | —               | —               | —               | —               | Greatest Hits: The Road Less Traveled (enhanced version) |
| 2007 | "Message to Myself"                               | —               | —               | 25              | —               | 52              | —               | —               | —               | The Awakening                                            |
| 2008 | "Just Stand Up!" (with 14 other artists)          | 11              | —               | 17              | 35              | —               | —               | 39              | 10              | Download-only single                                     |
| 2010 | "Fearless Love"                                   | —               | —               | —               | 18              | —               | —               | —               | —               | Fearless Love                                            |

## Trilhas sonoras
| Ano  | Canção                                             | Filme            |
| ---- | -------------------------------------------------- | ---------------- |
| 1995 | "I Take You with Me"                               | Boys on the Side |
| 2006 | "Welcome to this Day"                              | Brother Bear 2   |
| 2006 | "Feels Like Home" (with Josh Kelley)               | Brother Bear 2   |
| 2006 | "It Will Be Me"                                    | Brother Bear 2   |
| 2006 | "Welcome to this Day (Reprise)" (with Josh Kelley) | Brother Bear 2   |

## Outras
Essas músicas não apareceram em um álbum de estúdio lançado por Melissa Etheridge.
| Ano  | Canção                            | Álbum                                          |
| ---- | --------------------------------- | ---------------------------------------------- |
| 1992 | "The Green Grass Grew All Around" | For Our Children - The Concert                 |
| 1994 | "Burning Love"                    | It's Now or Never: The Tribute to Elvis        |
| 1995 | "The Weakness in Me"              | Ain't Nuthin' but a She Thing                  |
| 1996 | "Be My Baby"                      | The Concert for the Rock and Roll Hall of Fame |
| 1996 | "Love Child"                      | The Concert for the Rock and Roll Hall of Fame |
| 1996 | "Leader of the Pack"              | The Concert for the Rock and Roll Hall of Fame |
| 1997 | "Sin tener a donde ir"            | Red Hot + Latin: Silencio = Muerte             |
| 1998 | "Apartment #9"                    | Tammy Wynette... Remembered                    |
| 2001 | "Born to Run"                     | The Concert for New York City                  |

## Videoclipes
| Ano  | Música                                                            | Diretor(es)       |
| ---- | ----------------------------------------------------------------- | ----------------- |
| 1988 | "Bring Me Some Water"                                             | Julie Cypher      |
| 1988 | "Similar Features"                                                | Meiert Avis       |
| 1988 | "Like the Way I Do"                                               |                   |
| 1989 | "No souvenirs"                                                    |                   |
| 1989 | "The Angels"                                                      | Julie Cypher      |
| 1990 | "Let Me Go"                                                       | Julie Cypher      |
| 1990 | "You Can Sleep while I Drive"                                     | Julie Cypher      |
| 1992 | "Ain't It Heavy"                                                  |                   |
| 1992 | "2001"                                                            | Julie Cypher      |
| 1992 | "Dance without Sleeping"                                          |                   |
| 1993 | "I'm the Only One"                                                | David Hogan       |
| 1993 | "Come to My Window"                                               | Samuel Bayer      |
| 1994 | "All American Girl"                                               | Tim Royes         |
| 1994 | "If I Wanted to"                                                  | Samuel Bayer      |
| 1994 | "Happy Xmas (War Is Over)"                                        | Matt Mahurin      |
| 1995 | "I'm the Only One (Live)"                                         |                   |
| 1995 | "Your Little Secret"                                              | David Hogan       |
| 1995 | "The Weakness in Me"                                              | Maria Maggenti    |
| 1996 | "I Want to Come Over"                                             | Pam Thomas        |
| 1996 | "Nowhere to Go"                                                   | Julie Cypher      |
| 1999 | "Angels Would Fall"                                               | Melissa Etheridge |
| 2000 | "Enough of Me"                                                    | Julie Cypher      |
| 2001 | "I Want to Be in Love"                                            | David Hogan       |
| 2004 | "Breathe"                                                         | Philip Andelman   |
| 2005 | "Refugee"                                                         | James Frost       |
| 2006 | "I Need to Wake Up"                                               |                   |
| 2007 | "Message to Myself"                                               |                   |
| 2007 | "California" (Only available at "The Awakening Live" DVD)         |                   |
| 2007 | "Heroes And Friends" (Only available at "The Awakening Live" DVD) |                   |
| 2007 | "Threesome" (Only available at "The Awakening Live" DVD)          |                   |
| 2007 | "Map Of The Stars" (Only available at "The Awakening Live" DVD)   |                   |
| 2010 | "Fearless Love"                                                   | Martin Jay        |
| 2010 | "Nervous"                                                         |                   |